# 吉田幸紘
吉田 幸紘（よしだ ゆきひろ、1956年4月5日 - 2000年2月15日）は、日本の男性俳優、声優。

## 来歴
カリフォルニアの高校から文学座附属研究所、現代演劇協会綜合研究所を経て1982年より劇団昴に在籍していた。初舞台はヘンリー4世であった。
1982年4月、昴準演技員に採用。
1990年4月、昴正演技員に昇格。
1995年、ミルウォーキー・レパートリー・シアターとの共同制作公演『沈黙』での、日本人と宣教師の通辞役で流暢な英語を駆使した演技は日米で絶賛された。

## エピソード
シェイクスピアの舞台に多く出演し、コミカルな演技を得意とした。
舞台沈黙の稽古にて、トモギ村のマタベーを演じた吉田は村の百姓たちが初めてロドリゴとガルペに出会うシーンでト書きに「抱き合う」とあったが最後まで後退りしながらお辞儀を繰り返していた。「日本人はそんなに簡単に抱き合ったりしない」と言うこだわりが「日本人的所作」として吉田の内側から自然に出てきたとパンフレットの稽古日記で松本永実子が記述している。
この舞台を紹介した朝日新聞の記事には「日本の通辞(吉田幸紘)を劇中に生かして、アメリカの観客に日本語のせりふを違和感なしに理解させる力が実り、出色の出来栄えとなった。」とあり、吉田の英語力について触れられている。
テアトロの結城雅秀による劇評では「今月の『沈黙』は日米共同によるバイリンギュアルの芝居として新しいタイプの演劇の試みであると言える。この中で通辞を演じた吉田幸紘のような外交官がもっと居れば、日本外交の交渉力も随分と強化されるであろうと思われた。(略)通辞(吉田)の圧倒的な英語力、フェレイラ(マルコ・バリチェリ)の深い声がよい。吉田の通辞は単に言葉を置き換える通訳ではなく、現代の中国外務省が抱えているような巧みな技術を備えた交渉官である。この人の口から「棄教せよ」と繰り返されて「アポスタタイズ」という単語を覚えてしまった」とある。
舞台フライデーナイトメッセージのパンフレットにて観客へのメッセージとして「もう今年も終りですネ。毎年、この時期になると来年こそは、○○しようなどと誓いをたてますよネ。来年こそは実現させて下さいネ。」と述べている。
舞台十二夜のパンフレットに「いよいよ私の好きな夏が来ます。気の向くままに海へ行き、サーフィン、ヨットにウィンドサーフィン···。海のスポーツ一切やらず、一泳ぎのあと、冷たいビールをキュッと一杯。あとはひたすら、玉の様な汗をかきかき、浜辺で昼寝。これをやらなきゃ始まらない。おいしいビールを飲む為に、きょうもお仕事頑張ります。シュワー!!」とコント調のコメントを寄せている
1996年の舞台セールスマンの死の再演に寄せて「十数年に亘りウィリー·ローマンとともにいろいろなところを旅し、そしてたくさんの人達とお会いしてきました。そして今回もさらに多くの場所を訪ね、多くの皆さんとお会いします。ローマン曰く「素敵なことじゃないか」······。」と今までの舞台を懐かしみながら述べている。
劇場アニメ人狼 JIN-ROHの半田元役は1998年、劇団昴のサンプルボイスCDを聴いた音響サイドからのオファーにより決まり、8月に収録、初号試写は10月6日であった。
翌年の公開予定であったが、それが叶わずに2000年6月に日本での公開となり、吉田は2月に逝去していたためにこれが遺作となった。

## 出演作品

### テレビドラマ
- 大河ドラマ（NHK）
  - 徳川家康　1-9話（大久保新十郎）
  - 武田信玄（近習）
- 女検事・霞夕子 (6)別荘の女(インタビュアー)
- 女弁護士 朝吹里矢子 (5)小さな共犯者
- 小京都ミステリー (4)京都山口殺人旅行(クラブ支配人)
- 森村誠一の終着駅シリーズ(2)「森村誠一の終着駅　信濃大町発7時53分“あずさ8号”殺意のめぐり逢い・ホテル逆密室の謎…（1992/2/1放送）」(暮坂慎也のシクラメン農家の友人)
- どうぶつ通り夢ランド 第10話「二人だけで愛の告白?!」
- 大人は判ってくれない 第3回「花束」(アシスタント)
- 森村誠一の終着駅シリーズ(7)「街 新宿－伊豆連鎖殺人の謎!天竜峡から来た女 真犯人も殺された…」(鑑識の警官)
- 乃南アサの「風紋」 不倫の果て…先生が母を殺した？消えた凶器と誘導尋問の罠！残された家族に世間の好奇の目が…

### 特撮
- 特警ウインスペクター1話（高沢博士の娘婿）
- 特捜ロボ ジャンパーソン20話 忍法デスマッチ（ユウの父、小野信男）

### テレビアニメ
- 手塚治虫の旧約聖書物語（1997年、第4話バベルの塔　店の男/奴隷のまとめ役、第25話 砂漠の預言者たち　主人）
- 名探偵コナン（1997年、File51 ゴルフ練習場殺人事件/大久保達也）

### 劇場アニメ
- 人狼 JIN-ROH（2000年、半田元）

### 吹き替え
- バットマン & ロビン Mr.フリーズの逆襲（ゴッサム天文台リー博士、オークション客）
- ふしぎの国のアリス（トゥイードル・ディー、大工、蝶）※ビデオ版、配信
- ダンボ（ジム・クロウ(リーダーカラス)）※ビデオ版(ポニー・バンダイ)、配信
- フレンズ シーズン1 9話（セントラルパークのボス）

### イベント
- 国際科学技術博覧会（つくば万博、1985年3-9月）の でんでんISN館のアトラクションに出演

### 舞台
- ヘンリー4世（1982年、厩番）
- 椰子の葉の散る庭（1982年、警官）
- ヴェニスの商人（1983年、ランスロット・ゴボー）
- セールスマンの死（1984年/1996年、ウェイター/スタンリー）
- ハムレット（1984年、コーニーリアス/墓掘り2）
- フライデー・ナイト・メッセージ（1985年、信二）
- マクベス（1986年、アンガス）
- スタア（1986年、刑事）
- 十二夜（1987年、ヴァランタイン）
- じゃじゃ馬ならし（1990年、フィリップ）
- 近代能楽集 邯鄲/平成2年度第45回文化庁芸術祭主催公演（1990年、医師）
- 寺院の殺人（1991年、使者）
- お気に召すまま（1993年、デニス/兵士）
- あざみの密劇作女流三人展(1993年、川田)
- リチャード二世（1994年、ウィロビー卿/式部卿/庭師/護衛/暗殺者/貴族）
- 沈黙/ミルウォーキー・レパートリー・シアター、劇団昴協同製作（1995年/1998年、通辞/マタベー/水夫/囚人）

### 雑誌
- 特捜ロボ ジャンパーソン大百科 560（勁文社 1993年12月）158-159p
- 特捜ロボ ジャンパーソン超全集 てれびくんデラックス愛蔵版（小学館 1994年3月）27p
- 特警ウインスペクター大百科 423（勁文社 1990年10月）107p

### CD
- 劇団昴サンプルボイスCD（現代演劇協会 1998年1月）(山本周五郎痛快小説集「曽我平九郎」朗読)